# Музыкотерапия

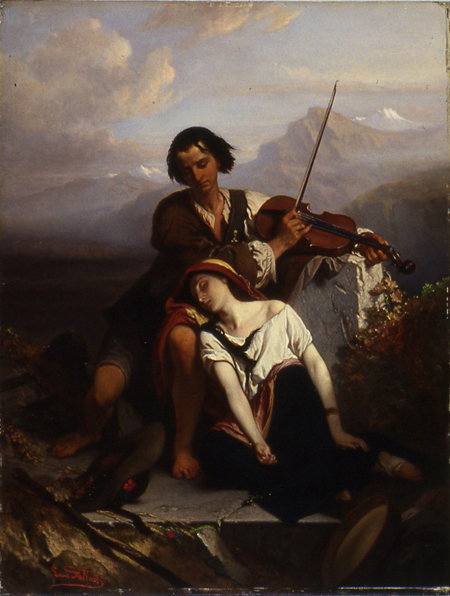
Картина художника Луи Галле «Сила музыки», изображающая брата, играющего на скрипке для своей сестры, отчего она впадает в глубокий сон, забывая все страдания — душевные и физические.

Музыкотерапи́я — психотерапевтический метод, использующий музыку в качестве лечебного средства.
Механизмы лечебного действия музыки: катарсис, эмоциональная разрядка, облегчение от осознания собственных переживаний, психоэмоциональное регулирование, противостояние жизненным проблемам, повышение социальной активности, продуктивная эмоциональная экспрессия, формирование новых установок.

## Общие положения
В настоящее время музыкотерапия является разделом арт-терапии. Музыкальная терапия как правило является вспомогательным средством психотерапии, специфической подготовкой пациентов к использованию сложных терапевтических методов (например: использование музыки в лечении, реабилитации, образовании и воспитании детей и взрослых, страдающих от соматических и психических заболеваний; системное использование музыки для лечения физиологических и психосоциальных аспектов болезни или расстройства; средство оптимизации творческих сил и педагогико-воспитательной работы).
Во всех случаях применения музыкотерапии учитывается "изопринцип Альтшуллера", согласно которому музыка способна помочь, если она соответствует эмоциональному состоянию пациента (например, при начальной работе с депрессией показана "минорная, элегическая музыка" только с постепенным переходом через время к музыке мажорной тональности).

## История развития
Одним из первых людей, утверждавших значительное влияние музыки на психическое и физическое состояние человека, был греческий учёный и философ Пифагор. Как видно из труда Ямвлиха «О пифагорейской жизни», если некто «слушает прекрасные ритмы и песни, то такой человек начинает музыкальное образование с мелодий и ритмов, от которых излечиваются человеческие нравы и страсти и устанавливается первоначальная гармония душевных сил».
В Индии широко использовались методы музыкотерапии, что согласуется с теорией раг, где каждая рага соответствует определённому настроению, может существенно влиять на изменения состояния человека, благодаря чему можно лечить (по мнению индийских врачей) депрессии и иные расстройства. Музыкотерапия была известна также и в Китае.
Корифей медицины исламского Востока Авиценна (Абу Али ибн Сина, 983 - 1036 гг.) писал о воздействии музыки как терапевтическом средстве в "Каноне врачебной науки".
Армянский врачеватель XII века Мхитар Гераци также указал на значительную положительную роль музыкотерапии.
Французский врач Роше (XVIII-XIX) описал: "как музыкой ослабляют ярость волков, созывают пчел игрой на цимбалах, звуками гитары очаровывают лебедей".
Во многих странах Западной Европы и США возникли и приобрели популярность музыко-психотерапевтические центры: в Швеции и Австрии — "Österreichische Gesellschaft zur Förderung der Musiktherapie", Швейцарии — "Schweizer Forum für Musiktherapie", Германии — "Bundesarbeitsgemeinschaft-Musiktherapie" (BAG Musiktherapie). В Польше изучается  эффективность музыкальной терапии при лечении деменции, шизофрении и депрессии.

## Направления музыкальной терапии
В музыкотерапии к началу XX в. сформировалось несколько школ и специальных сообществ (Англия, США, Япония, Германия, Италия, Япония и др.).
- Немецкая школа (Швабе, Келер, Кёниг), исходя из тезиса психофизического единства человека, основное внимание направила на развитие различных форм комплексного использования целительного воздействия разных видов искусств[16].
- В России первые научные работы, посвящённые механизму влияния музыки на человека, появились в конце XIX — начале XX столетия. В работах В. М. Бехтерева, И. М. Сеченова, И. М. Догеля, И. Р. Тарханова появились данные о благоприятном влиянии музыки на организм человека.[1][18] Музыкотерапию в своей клинической практике использовал психотерапевт И. Консторум.[19] В конце XX в. в работах В. Петрушина (концепция музыкально-рациональной психотерапии)[20] синтезируются древние методики и современные научные достижения, используется целостный подход к человеку; пациентов стимулируют к физическому, психологическому и интеллектуальному выздоровлению через музыку (работа с телом, чувствами, мыслями), учитывая не только физические слабости организма, но и особенности характера человека, его мировоззрение[16][21]. Также в России научно-методологической работой и экспериментами занимаются: Самарский НИИ музыкальной терапии (с 2001), Национальная ассоциация музыкальных терапевтов (с 2009), Ассоциация музыкальных психологов и психотерапевтов (с 2011).

## Формы музыкальной терапии и особенности применения
Различают две основные формы музыкотерапии: рецептивную и активную.
- Рецептивная музыкотерапия (пассивная) отличается тем, что пациент в процессе музыкотерапевтического сеанса не принимает в нём активного участия, занимая позицию простого слушателя. Ему предлагают прослушать различные музыкальные композиции либо вслушиваться в различные звучания, отвечающие состоянию его психического здоровья и этапу лечения.
- Активная музыкотерапия напротив - основана на активной работе с музыкальным материалом: инструментальная игра, пение.

Особенности применения:
Например, для депрессивных пациентов предлагается к прослушиванию: К. Сен-Санс – «Лебедь», Ф. Шуберт – «Аве Мария», П.И. Чайковский – «Сладкая греза», Ф. Шопен – «Фантазия-экспромт» (Брусиловский, Л.С., 1973). Или осуществляется подбор произведений исходя из характерологических особенностей пациентов: для психастеников - предлагается сочетание  музыки с просмотром картин живописцев, созвучных данному произведению. Шизоиды - воспринимают музыку без всяких представлений – "так звучит как бы сама душа". Циклоиды - им созвучны: В.А. Моцарт, М.И. Глинка, Н.А. Римский–Корсаков, И. Штраус, Ф. Шуберт, М. Равель, И. Стравинский, А. Хачатурян  (Бурно М.Е., 1989).
Существуют также подобранные музыкальные произведения под клинические шкалы: Шкала ипохондрии: Ж. Бизе – Р. Щедрин – «Кармен-сюита», Д.Д. Шостакович – «Десятая симфония». Шкала депрессии: Я. Сибелиус «Грустный вальс», П. Сарасате – «Цыганские напевы», Ф. Шопен – «Прелюдия» (ми минор). Шкала истерии: М.И. Глинка – Увертюра к опере «Руслан и Людмила», Дж. Россини – увертюра к опере «Севильский цирюльник». Шкала психопатии: Д. Шостакович – «Праздничная увертюра», Й. Брамс – «Третья симфония». Шкала паранойи: М. Равель – «Болеро», С.В. Рахманинов «Концерт для фортепиано с оркестром № 2». Шкала психастении: П.И. Чайковский – Симфонии № 4, 5, 6 – первые части, С.С. Прокофьев – «Токката». Шкала шизофрения: И.С. Бах – «Искусство фуги», Д. Бортнянский – «Хоровые концерты», А. Шенберг – концерты для фортепиано с оркестром. Шкала гипомании: В.А. Моцарт – «Маленькая ночная серенада», К.М. Вебер – «Вечное движение», П.И. Чайковский – «Итальянское каприччио», И. Штраус – «Полька-пиццикато», Д.Д. Шостакович – «Праздничная увертюра» (Петрушин В.И., 1999).

## Примеры музыкотерапевтического воздействия
- Согласно Библии, молодой пастух и музыкант Давид стал служить Саулу, играя для него на гуслях для душевного успокоения, так как царя «тревожил злой дух».
- Согласно нескольким научным исследованиям, прослушивание сонаты ре-мажор для фортепиано Моцарта помогает снизить количество приступов эпилепсии у больных (так называемый «Эффект Моцарта»)[23]. Однако достоверность результатов данного исследования подвергается сомнению в связи с наложенными на него ограничениями и невозможности воспроизвести результаты в дальнейших исследованиях[24].
- Исследователи проверили различные комбинации музыки и тишины и выяснили, что лучше всего на кровоток и сердце действуют мелодии, богатые акцентами и чередующие быстрые и медленные такты. Арии из опер Дж. Верди, которым предшествуют десятисекундные музыкальные вступления, оказались прекрасно синхронизированными с сердечно-сосудистым ритмом[25].
- Практикующие музыкотерапевты-психологи утверждают, что правильно подобранные мелодии, произведения, импровизации являются удобным средством для работы с памятью и бессознательным. Музыка структурирует процессы мышления и памяти[26]. Звуки взаимодействуют с ассоциативными структурами, «вытаскивая» на поверхность, в сознание актуальные воспоминания и переживания. Даже то, что музыкой назвать сложно — диссонансы и откровенно «некрасивые, уродливые» мелодии, способны оказывать воздействие на память и сознание, а следовательно, и благотворно влиять на общее состояние.